# Fryderyk za album roku metal
Fryderyk za album roku metal – polska nagroda muzyczna Fryderyk, przyznawana corocznie w latach 1998–2005, 2009–2012, 2019–2021 i od 2023 w sekcji muzyki rozrywkowej w kategorii album roku metal. Honoruje wykonawców, a w 2019 dodatkowo producentów muzycznych, za album heavy metalowy. Fryderyki są przyznawane od 1995 przez Związek Producentów Audio-Video (ZPAV) za osiągnięcia w rodzimym przemyśle muzycznym. Od 2000 za wyłanianie nominowanych, a następnie laureatów odpowiedzialna jest powołana przez ZPAV Akademia Fonograficzna.
Kategoria została wprowadzona podczas czwartej edycji, Fryderyków 1997. W edycjach od 2005 do 2008, od 2015 do 2018 i 2022 nie istniała, a albumy heavy metalowe były nagradzane wraz z rockowymi w ramach kategorii album roku rock / metal. W edycjach 2013 i 2014 nie istniała ze względu na wprowadzenie międzygatunkowej kategorii album roku. Od edycji 2025 regulamin precyzuje, że obejmuje podgatunki: black metal, death metal, thrash metal, metal alternatywny, folk metal, nu metal i metal symfoniczny.
Kategoria nazywała się:
- album roku hard & heavy w edycjach 1997 do 2000,
- album roku heavy metal w edycjach 2001 do 2003, 2010,
- album roku metal w edycjach 2004, 2011, 2012, 2019 do 2021 i od 2023,
- album roku heavy w edycji 2009.

Najwięcej nominacji (10) i nagród (7) w kategorii otrzymał Maciej Starosta. Acid Drinkers zdobyli 5 nagród, Behemoth – 4, Robert Friedrich – 3, zaś Przemysław Wejmann, Sweet Noise i Vader po 2.

## Laureaci i nominowani
| Rok  | Nagrodzony album                         | Nagrodzeni artyści                      | Pozostałe nominacje | Źr.    |
| ---- | ---------------------------------------- | --------------------------------------- | --- | ------ |
| 1997 | Ghetto                                   | Sweet Noise                             | - Black to the Blind – Vader - Chmury nie było – Kobong - Przyjdź – 2Tm2,3 - Twin Pigs – Albert Rosenfield                                            | [ 4 ]  |
| 1998 | High Proof Cosmic Milk                   | Acid Drinkers                           | - Noia – Aion - M-Brion – Crew - Illusion 6 – Illusion - Koniec wieku – Sweet Noise                                                                   | [ 5 ]  |

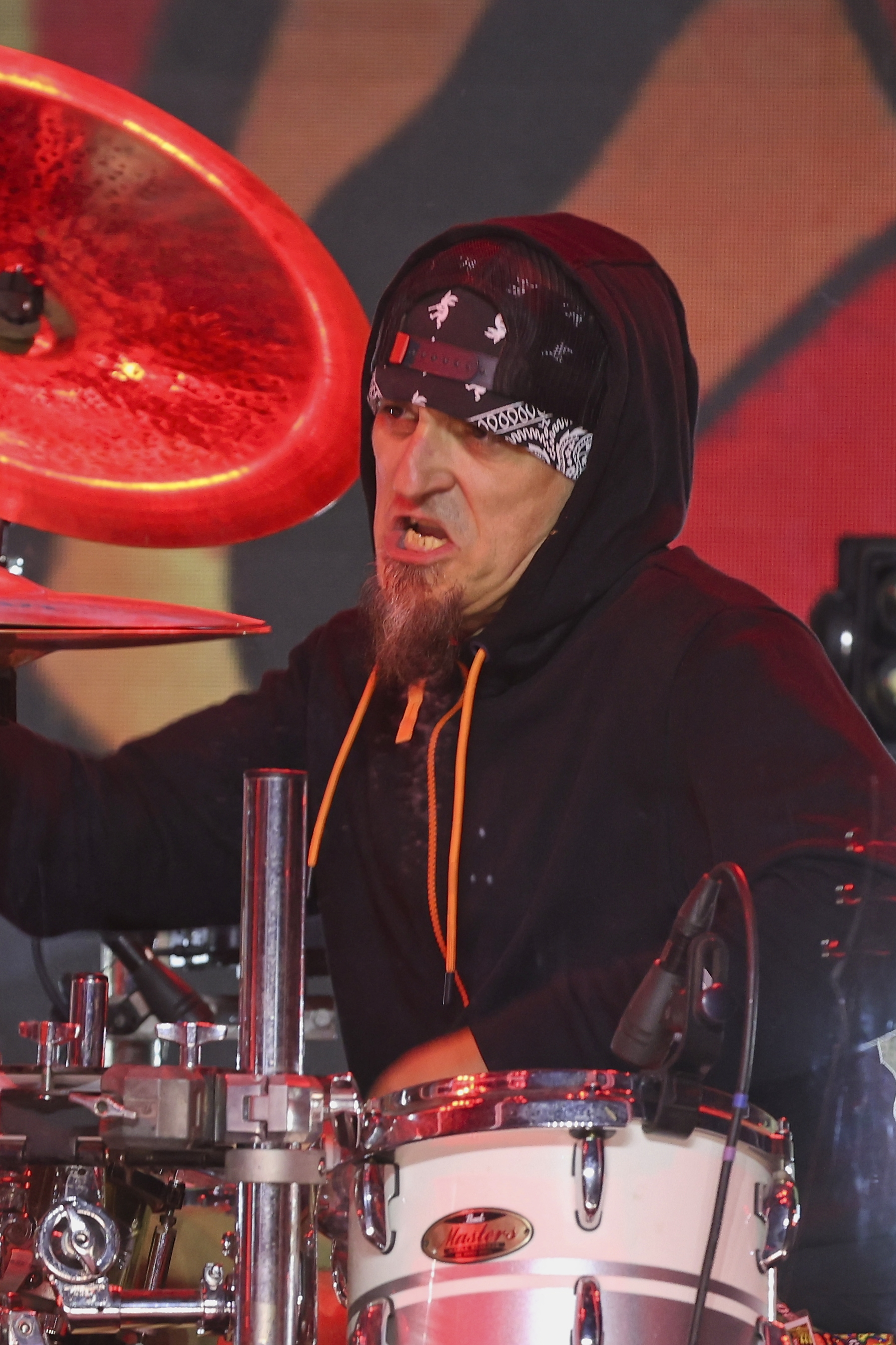
Maciej Starosta, rekordowy siedmiokrotny laureat (z Acid Drinkers w 1998, 2000, 2004, 2009 i 2011, z 2Tm2,3 w 1999 i z Flapjackiem w 2024), rekordowo dziesięciokrotnie nominowany (z 2Tm2,3, Acid Drinkers i Flapjackiem)

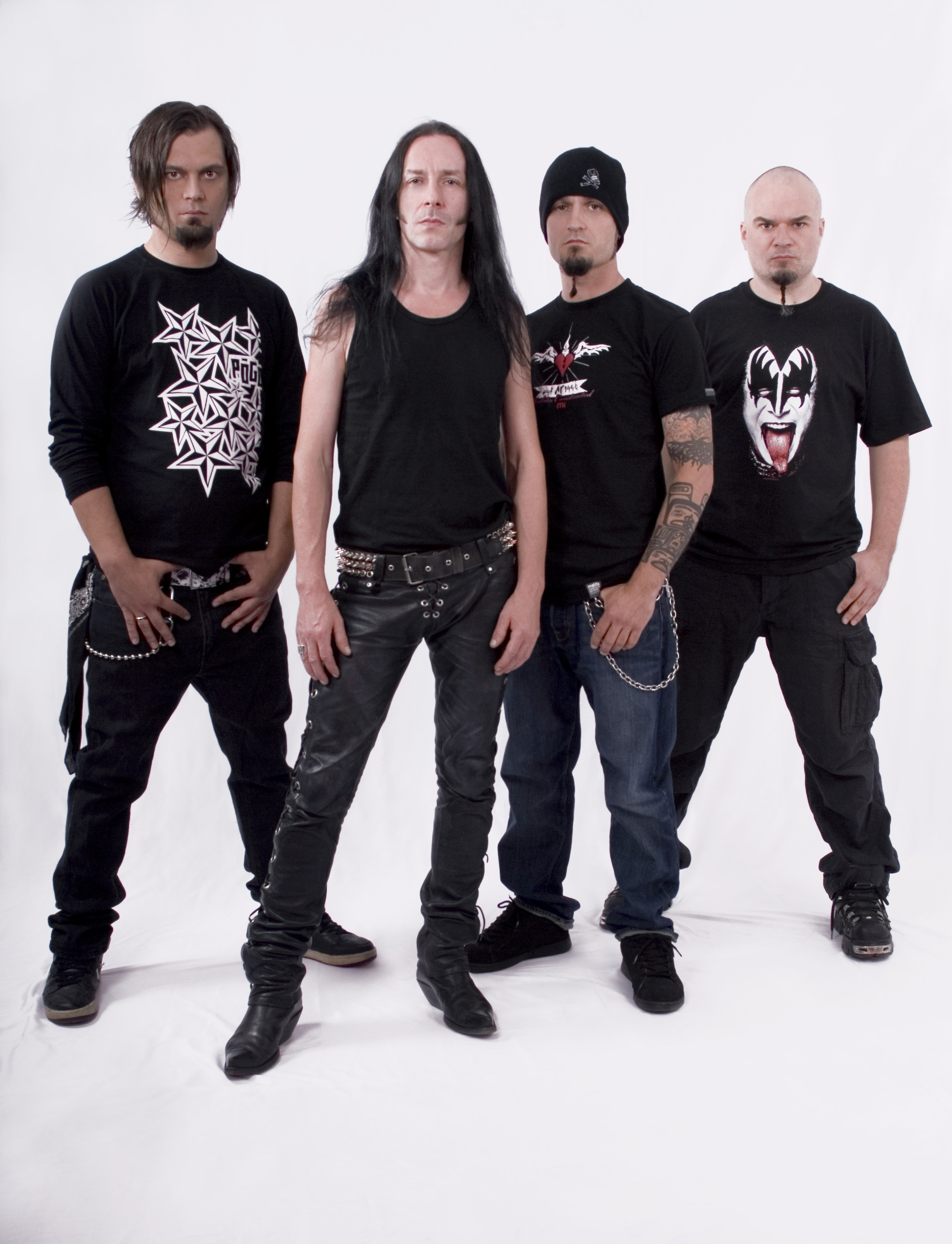
Acid Drinkers, pięciokrotni laureaci (w 1998, 2000, 2004, 2009 i 2011), siedmiokrotnie nominowani

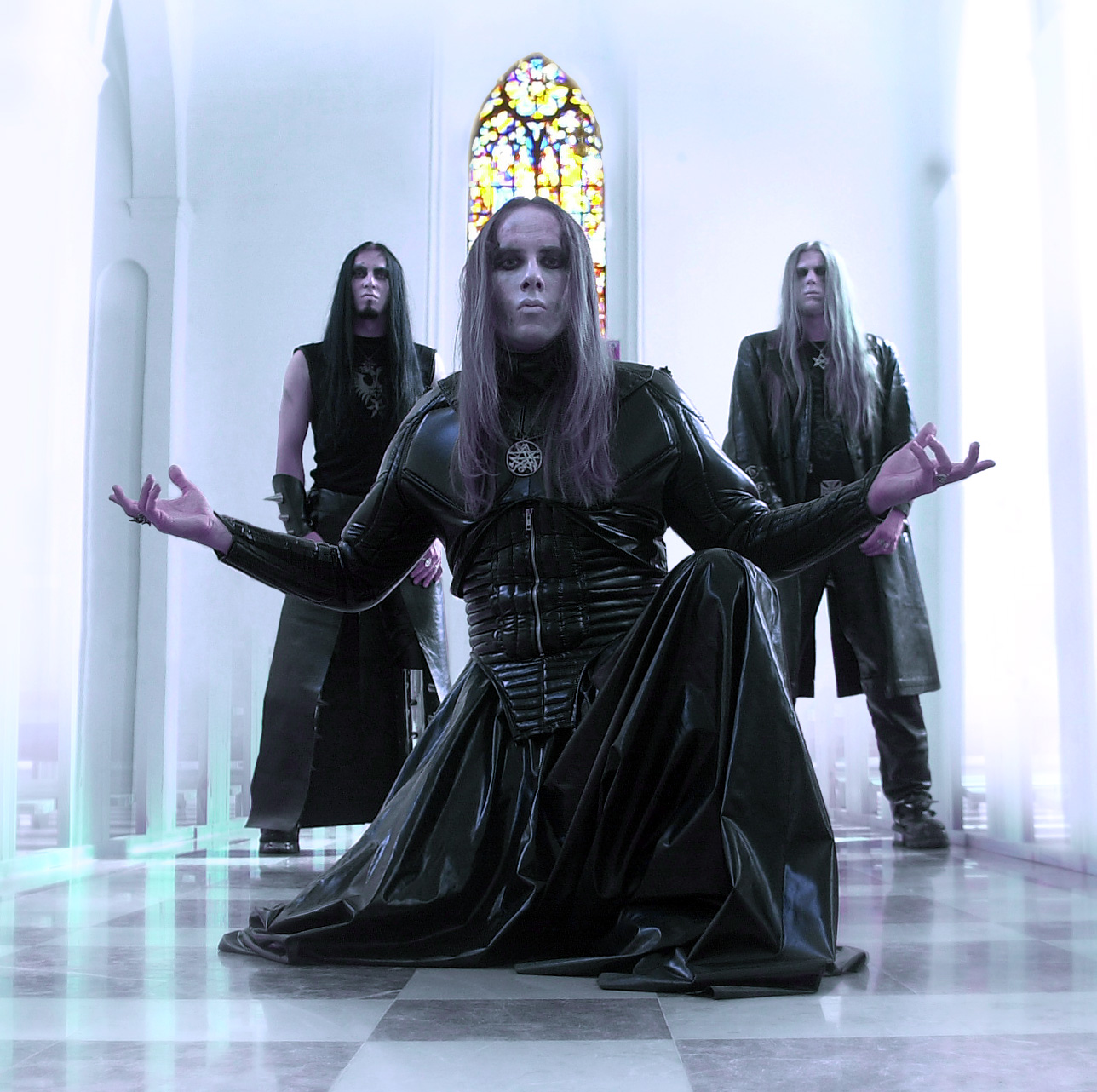
Behemoth, czterokrotni laureaci (w 2010, 2019, 2023 i 2025), sześciokrotnie nominowani

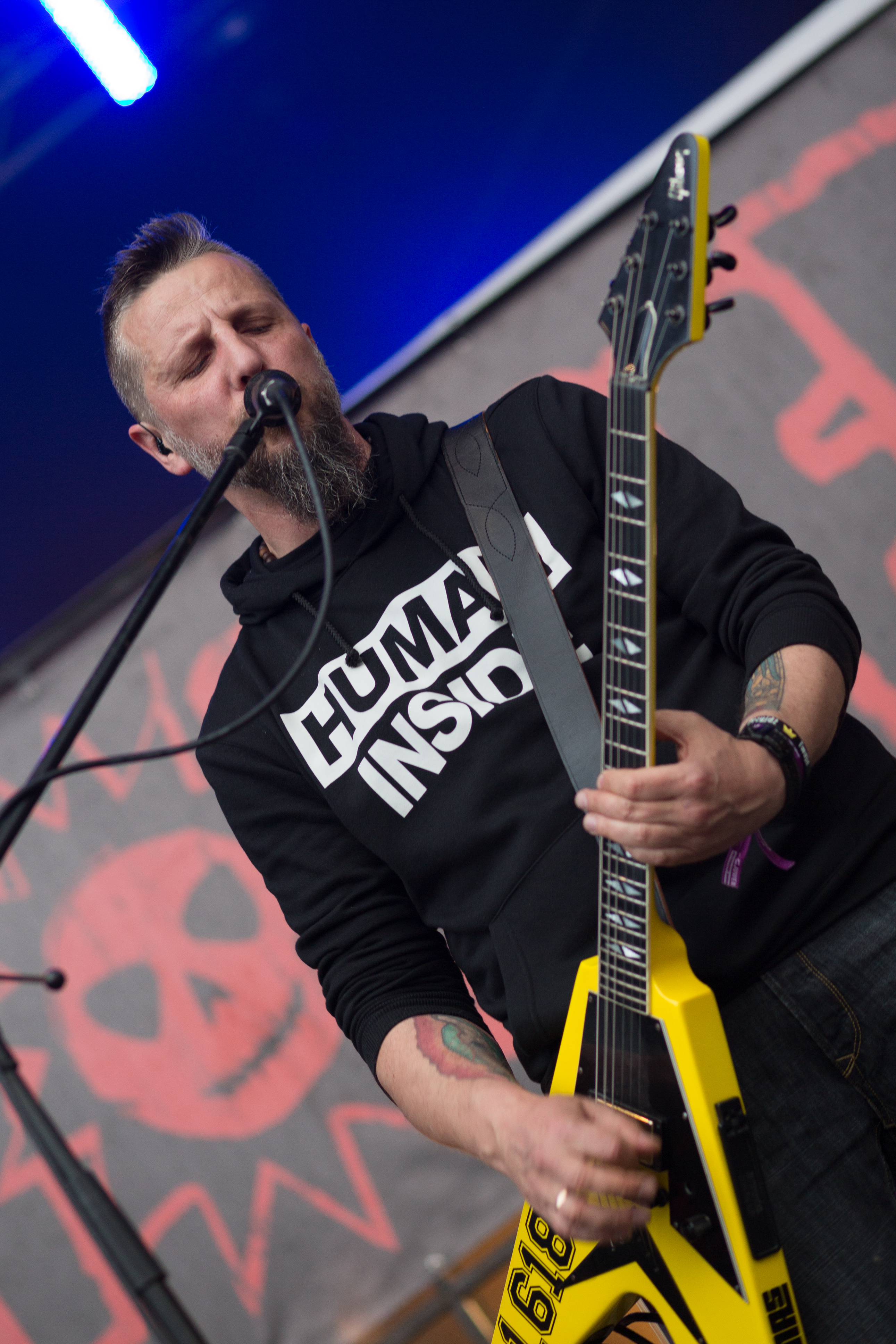
Robert Friedrich, trzykrotny laureat (z Acid Drinkers w 1998, z 2Tm2,3 w 1999 i z Flapjackiem w 2024), pięciokrotnie nominowany (z 2Tm2,3, Acid Drinkers i Flapjackiem)

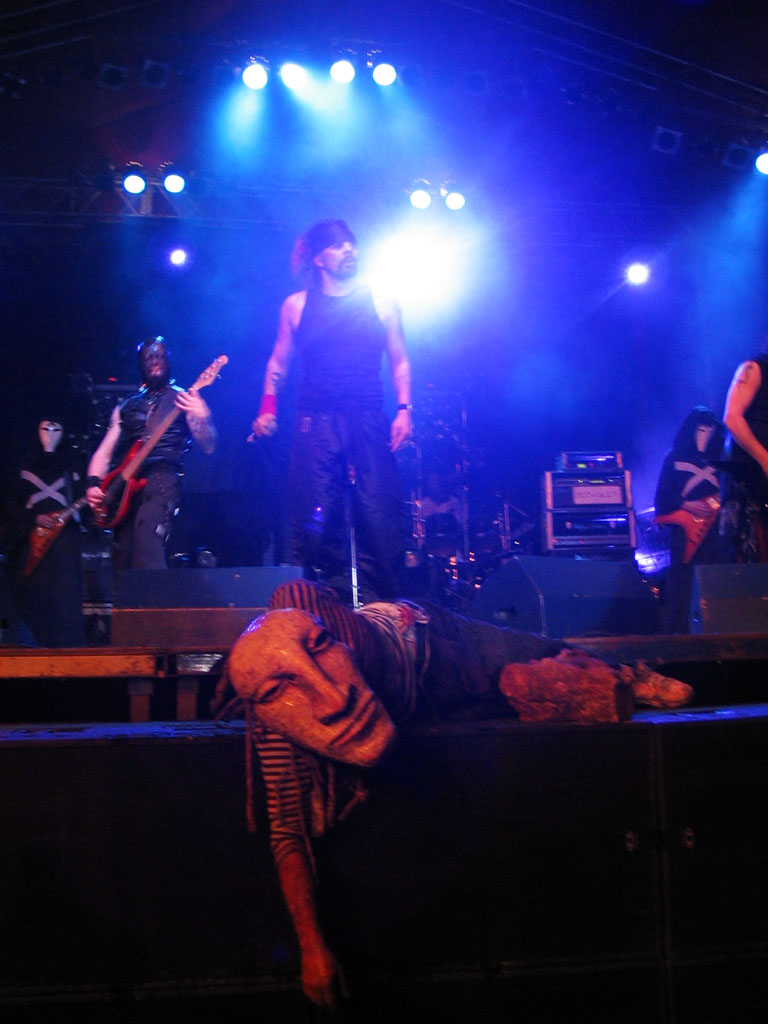
Sweet Noise, dwukrotni laureaci (w 1997 i 2002), czterokrotnie nominowani

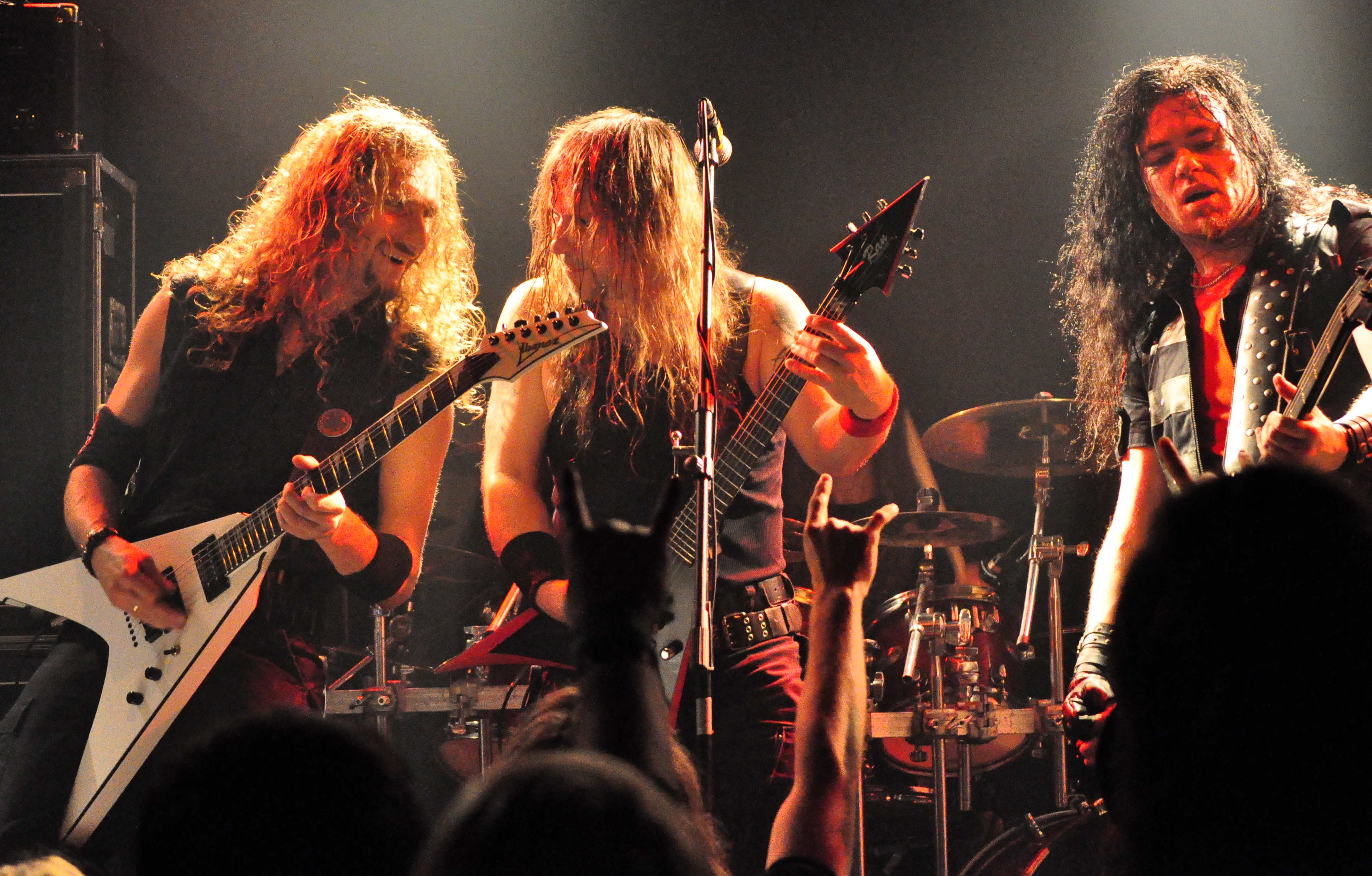
Vader, dwukrotni laureaci (w 2012 i 2021), siedmiokrotnie nominowani

| 1999 | 2Tm2,3                                   | 2Tm2,3                                  | - Amazing Atomic Activity – Acid Drinkers - Dżyraf – Funny Hippos - Eso Es – Jesus Chrysler Suicide - The End of Century – Sweet Noise                | [ 6 ]  |
| 2000 | Broken Head                              | Acid Drinkers                           | - Człowiek – Paragraf 22 - Litany – Vader - Pascha 2000 – 2Tm2,3 - Radio dla mass – Crew                                                              | [ 7 ]  |
| 2001 | Road to the Horizon                      | Guess Why                               | - Awatar – Turbo - Fetish – Artrosis | [ 8 ]  |
| 2002 | Czas ludzi cienia                        | Sweet Noise                             | - Acidofilia – Acid Drinkers - Candra – Moonlight - Nowa Energia vol. 1 - Revelations – Vader                                                         | [ 9 ]  |
| 2003 | I odpuść nam nasze winy                  | Frontside                               | - Crack y Rocc – Wrinkled Fred - Zmienne nastroje rytmów nowoczesnych – Contra                                                                        | [ 10 ] |
| 2004 | Rock Is Not Enough                       | Acid Drinkers                           | - Demigod – Behemoth - piątek3nastego – Ametria - Proceder – TSA - The Beast – Vader                                                                  | [ 11 ] |
| 2009 | Verses of Steel                          | Acid Drinkers                           | - At The Arena ov Aion – Live Apostasy – Behemoth - Black River – Black River - Teoria konspiracji – Frontside - Zimny dom – Totentanz                | [ 12 ] |
| 2010 | Evangelion                               | Behemoth                                | - HellWood – Hunter - Necropolis – Vader - Nowy dzień – Ametria - Strażnik Światła – Turbo                                                            | [ 13 ] |
| 2011 | Fishdick Zwei – The Dick Is Rising Again | Acid Drinkers                           | - Affliction XXIX II MXMVI – Blindead - Bourbon River Bank – Corruption - La Peneratica Svavolya – Titus’ Tommy Gunn - Zniszczyć wszystko – Frontside | [ 14 ] |
| 2012 | Welcome to the Morbid Reich              | Vader                                   | - Apatia – Pneuma - Biało-czarna – Kat & Roman Kostrzewski - Revenge – Jelonek - XXV lat później – Hunter                                             | [ 15 ] |
| 2019 | I Loved You at Your Darkest              | Behemoth - produkcja: Daniel Bergstrand | - Vote Is a Bullet – Virgin Snatch - produkcja: Tomasz Zalewski - Zmartwychwstanie – Frontside - produkcja: Tomasz Zalewski i Frontside               | [ 16 ] |
| 2020 | Randka w ciemność                        | Nocny Kochanek                          | - Arachne – Hunter - Classical Massacre – Michał Jelonek - Hospodi – Batushka - Humanoid – Black River                                                | [ 17 ] |
| 2021 | Solitude in Madness                      | Vader                                   | - Oczy martwych miast – CETI - Szkice – Neuma | [ 18 ] |
| 2023 | Opvs Contra Natvram                      | Behemoth                                | - Cancer Culture – Decapitated - Generation aXe – Black River - O jeden most za daleko – Nocny Kochanek - Omega – Luxtorpeda                          | [ 19 ] |
| 2024 | Sugar Free                               | Flapjack                                | - Horyzont zdarzeń – Carnal - Unde Malum – Dragon - W ogniu świat – Łysa Góra - Wicher – Ugory                                                        | [ 20 ] |
| 2025 | XXX Years Ov Blasphemy                   | Behemoth                                | - Grzegorz Kupczyk – Grzegorz Kupczyk - Ku pogrzebaniu serc – Dom Zły - Live 2021 – TSA Dream Team - Vanishing – Blindead 23                          | [ 21 ] |

## Statystyki
| Liczba | Osoba/zespół       | Lata                                     |
| ------ | ------------------ | ---------------------------------------- |
| 7      | Maciej Starosta    | 1998, 1999, 2000, 2004, 2009, 2011, 2024 |
| 5      | Acid Drinkers      | 1998, 2000, 2004, 2009, 2011             |
| 4      | Behemoth           | 2010, 2019, 2023, 2025                   |
| 3      | Robert Friedrich   | 1998, 1999, 2024                         |
| 2      | Przemysław Wejmann | 2000, 2001                               |
| 2      | Sweet Noise        | 1997, 2002                               |
| 2      | Vader              | 2012, 2021                               |

| Liczba | Osoba/zespół       | Lata                                                      |
| ------ | ------------------ | --------------------------------------------------------- |
| 10     | Maciej Starosta    | 1997, 1998, 1999 (×2), 2000, 2002, 2004, 2009, 2011, 2024 |
| 9      | Tomasz Pukacki     | 1997, 1998, 1999, 2000, 2002, 2004, 2009, 2011 (×2)       |
| 9      | Tomasz Wróblewski  | 2004, 2009 (×2), 2010, 2019, 2020, 2023 (×2), 2025        |
| 7      | Acid Drinkers      | 1998, 1999, 2000, 2002, 2004, 2009, 2011                  |
| 7      | Dariusz Brzozowski | 2004, 2009, 2010, 2012, 2020 (×2), 2023                   |
| 7      | Vader              | 1997, 2000, 2002, 2004, 2010, 2012, 2021                  |
| 6      | Behemoth           | 2004, 2009, 2010, 2019, 2023, 2025                        |
| 5      | Michał Jelonek     | 2010, 2012 (×2), 2020 (×2)                                |
| 5      | Robert Friedrich   | 1997, 1998, 1999, 2000, 2024                              |
| 4      | Frontside          | 2003, 2009, 2011, 2019                                    |
| 4      | Karol Skrzyński    | 1998, 2000 (×2), 2002                                     |
| 4      | Konrad Karchut     | 2002, 2010, 2012, 2020                                    |
| 4      | Paweł Jaroszewicz  | 2010, 2012, 2020, 2025                                    |
| 4      | Przemysław Wejmann | 1999, 2000, 2001, 2002                                    |
| 4      | Robert Drężek      | 1997, 1999, 2000, 2023                                    |
| 4      | Sweet Noise        | 1997, 1998, 1999, 2002                                    |
| 3      | 2Tm2,3             | 1997, 1999, 2000                                          |
| 3      | Black River        | 2009, 2020, 2023                                          |
| 3      | Grzegorz Kupczyk   | 2001, 2021, 2025                                          |
| 3      | Hunter             | 2010, 2012, 2020                                          |
| 3      | Krzysztof Kmiecik  | 1999, 2000, 2023                                          |